# André Hazes jr.
André Gerardus Hazes Jr. (Woerden, 21 januari 1994) is een Nederlandse zanger en presentator. Hij is de jongste zoon van de overleden volkszanger André Hazes (André Hazes sr.). In een context waarin het duidelijk is dat het gaat om een levend persoon wordt de eerstgenoemde ook André Hazes genoemd, en anders André Hazes jr.

## Biografie

### Jeugd
André Hazes werd geboren als jongste kind van André Hazes sr. en Rachel Hazes-van Galen. Hij groeide op in Vinkeveen, maar bracht ook een groot deel van zijn jeugd door in Amsterdam. Na het overlijden van zijn vader in 2004 hield Hazes als 10-jarige een toespraak tijdens de afscheidsceremonie in de Johan Cruijff ArenA.

### Loopbaan
In oktober 2007 kwam RTL met het televisieprogramma In duet met Hazes, waarin bekende Nederlanders samen met de overleden volkszanger een liedje zongen. Deze veertien duetten verschenen op de cd Samen met Dré, die op 5 november uitkwam. De eerste single van het album was Bedankt mijn vriend, waarop Hazes met zijn vader zingt. De single werd een nummer 1-hit in de Nederlandse hitlijsten. In 2008 speelde Hazes de rol van Frank in de kindermusical Kruistocht in Spijkerbroek. Ook speelde hij een gastrol in de televisieserie Onderweg naar Morgen. Voor Sterren.nl presenteerde Hazes in 2010 wekenlang het programma Hazes jr. uit z'n Bol.
Hazes maakte in 2010 en 2012 twee albums met zijn oudere zus Roxeanne Hazes. Beide platen bereikten de top 20 in de Nederlandse albumlijst en wisten bovendien een notering te scoren in de Vlaamse Ultratop. In 2013 werd Hazes gevraagd om zitting te nemen in de jury van het programma Bloed, zweet & tranen, naast onder meer Gerard Joling en Danny de Munk.
In datzelfde jaar werd als eerbetoon aan zijn vader de Holland Zingt Hazes-concerten in het leven geroepen. Tijdens de jaarlijkse concerten vervult Hazes een belangrijke rol. In 2015, 2016 en 2017 was Hazes gastartiest tijdens de concerten van De Toppers.
In 2016 verscheen het vierde album van Hazes, getiteld Leef. Ten tijde van de uitgave als single (juli 2015) haalde het wel de tipparade van de Single Top 100. Doorstoten naar de Single Top 100 deed het pas op de overgang van 2017 en 2018. Leef werd ook het op een na meest gekozen verzoeknummer tijdens Music For Life 2018 in Vlaanderen.
In het najaar van 2016 begon Hazes bij SBS6 met de tv-quiz Rad van Fortuin. In 2017 werd het programma na een eerste seizoen met 200 afleveringen stopgezet.
Op 7 en 8 januari 2017 gaf Hazes twee uitverkochte soloconcerten in het AFAS Live te Amsterdam. Op 27 mei dat jaar kwam zijn vijfde album, Wijzer, uit. Binnen een week stond de single Wijzer op nummer 1 van Nederlandstalige nummers, maar veranderde snel naar de 10e plek. In oktober volgden twee nog grootser opgezette concerten in Ahoy Rotterdam. Door het succes besloot Hazes jaarlijks een concertreeks te geven in Ahoy. Daarmee is hij de jongste solo-artiest die meer dan 100.000 bezoekers naar de Rotterdamse concerthal wist te trekken.
Van september 2017 tot februari 2019 was Hazes te zien in zijn eigen realitysoap, genaamd André Hazes: ik haal alles uit het leven. Hierin werd de volkszanger samen met zijn gezin gevolgd door een cameraploeg. De serie bestond uit drie seizoenen en werd uitgezonden door SBS6. Vanaf februari 2019 werd het eerste seizoen uitgezonden in België op de televisiezender VIJF. De titelsong van de serie, Ik haal alles uit het leven, groeide uit tot een hit.
Op 17 april 2018 ging het tv-programma So you think you can sing van start, dat hij presenteerde. Datzelfde jaar was hij zes weken lang te zien als presentator van het programma Golden Boys. Hierin hielp hij verschillende oudere mannen aan een nieuw liefde. Tevens stond Hazes als gastartiest veertien avonden in de jubileumeditie van De Vrienden van Amstel LIVE! in de Ahoy. In september 2018 bracht hij een eigen kledinglijn uit. In oktober 2018 won hij een BUMA NL Award voor het album Wijzer. Een maand later gaf hij zijn eerste grote soloconcert in Vlaanderen. In 2019 was Hazes gastartiest tijdens de concerten van Marco Borsato in De Kuip.
Hazes was te zien op de Vlaamse televisiezender VTM, in het programma Liefde voor Muziek, dat op 30 maart 2020 van start ging.
Sinds mei 2025 is Hazes samen Mart Hoogkamer te zien in hun SBS6-programma Hazes en Hoogkamer: tot uw dienst.

## Artiestennamen
In 2014 veranderde hij zijn artiestennaam van Dré Hazes junior naar André Hazes junior. Sinds 2016 gaat hij verder onder de naam André Hazes. Het recht de naam André Hazes te voeren, wordt betwist door zijn moeder Rachel Hazes. 

## Privéleven
In 2014 kreeg Hazes een relatie waaruit in 2016 een zoon, André III, werd geboren. Hazes' neef Djarno Hofland werkt voor hem als zijn tourmanager.

## Filmografie

### Televisie als presentator/deelnemer
| Televisie als presentator / jury       | Televisie als presentator / jury         | Televisie als presentator / jury                                 |
| Jaar                                   | Productie                                | Opmerkingen                                                      |
| -------------------------------------- | ---------------------------------------- | ---------------------------------------------------------------- |
| 2013-2015                              | Bloed, zweet & tranen                    | Jurylid - twee seizoenen                                         |
| 2016, 2017                             | Carlo's TV Café                          | Gast-presentator - twee afleveringen                             |
| 2016-2017                              | Rad van Fortuin                          | Presentator - 200 afleveringen                                   |
| 2018                                   | So you think you can sing                | Presentator - 200 afleveringen                                   |
| 2018                                   | Golden Boys                              | Presentator - 200 afleveringen                                   |
| 2020                                   | The Voice Senior                         | Jurylid                                                          |
| 2020-2021                              | We Want More                             | Jurylid                                                          |
| 2020                                   | Getekend voor het leven                  | Presentator                                                      |
| 2024                                   | DNA Singers                              | Gastpanellid                                                     |
| Televisie in eigen programma           |                                          |                                                                  |
| Jaar                                   | Productie                                | Opmerkingen                                                      |
| 2017 - 2019                            | André Hazes: ik haal alles uit het leven | Eigen reality soap in Nederland op SBS6 en in België op VIJF     |
| 2025                                   | Hazes & Hoogkamer: tot uw dienst         | Samen met Mart Hoogkamer                                         |
| Televisie als deelnemer (geselecteerd) |                                          |                                                                  |
| Jaar                                   | Productie                                | Opmerkingen                                                      |
| 2007                                   | Kinderen Dansen op het IJs               | Geëlimineerd in de finale                                        |
| 2010                                   | Bananasplit                              | Eén aflevering                                                   |
| 2010                                   | De nieuwe Uri Geller                     | Gast in liveshow 2                                               |
| 2011                                   | De Man met de Hamer                      | Eén aflevering                                                   |
| 2011                                   | Doe Maar Normaal                         | Team 2 met Patty Brard                                           |
| 2011                                   | Ik hou van Holland                       | Team Guus                                                        |
| 2012                                   | Ranking the Stars                        | Panellid                                                         |
| 2012                                   | Fort Boyard                              | Vormde een team met Roxeanne Hazes, Dave Roelvink en Oscar Kazàn |
| 2014                                   | De Jongens tegen de Meisjes              | Team Tijl - Winnende team                                        |
| 2014                                   | Beste Zangers                            | Vaste gast                                                       |
| 2014                                   | Vive la Frans                            | Hoofdgast                                                        |
| 2014                                   | Typisch Carlo & Irene                    | Team Carlo                                                       |
| 2015                                   | De zomer voorbij                         | Vaste gast                                                       |
| 2016                                   | Ik hou van Holland                       | Team Jeroen                                                      |
| 2017                                   | Naar bed met Irene                       | Hoofdgast                                                        |
| 2017                                   | The Story of My Life                     | Samen met zijn vriendin Monique                                  |
| 2018                                   | Race tegen de Klok                       | Samen met neef Djarno en vriend Peter                            |
| 2018                                   | 24 Uur Mandekking                        | Hoofdgast                                                        |
| 2019                                   | Saved by the bell                        | Hoofdgast                                                        |
| 2019                                   | De Slimste Mens Ter Wereld               | Vlaamse editie                                                   |
| 2020                                   | Liefde voor Muziek (Seizoen 6)           | Vlaamse editie op VTM                                            |
| 2024                                   | 30 Seconds                               | Eén aflevering                                                   |
| 2025                                   | De Klassenavond                          | Hoofdgast                                                        |
| 2025                                   | Code van Coppens: De wraak van de Belgen | Samen met zijn vriendin Monique                                  |

### Film/televisie als (stem)-acteur
| Film/televisie als (stem)-acteur | Film/televisie als (stem)-acteur | Film/televisie als (stem)-acteur | Film/televisie als (stem)-acteur |
| Jaar                             | Productie                        | Rol                              | Opmerkingen                      |
| -------------------------------- | -------------------------------- | -------------------------------- | -------------------------------- |
| 2009 - 2010                      | Onderweg naar Morgen             | Bram Barends                     | Gastrol                          |
| 2009                             | Coraline en de geheime deur      | Wybie                            | Nasynchronisatie                 |
| 2016                             | De TV Kantine                    | Ciske de Rat                     | Persiflage - Eén aflevering      |

### Documentaire
André Hazes: Crossroads, documentaire over Hazes' leven in de periode 2020-2022, 5-delige Videoland original.